# Отяевы
Отяевы (Атяевы) — древний дворянский род, из московских бояр.
Род внесён в Бархатную книгу. При подаче документов (01 февраля 1686), для внесения рода в Бархатную книгу,  была подана совместная родословная роспись однородцев: Белкиных, Отяевых, Пыжовых и Шафровых.
Одного происхождения с Белкиными, Пыжовыми, Шафровыми, Ершовыми, Лебедевыми.
Род Отяевых пресёкся в последних годах XVIII столетия.

## Происхождение и история рода
Предок Аманд Бассавол "муж дивен, честью маркграф" выехал в Москву из Цесарии (1267) и принял крещение с именем Василия. Его сын Иван Васильевич, внук Герасим Иванович и правнук Пётр Герасимович Босоволк-Отяев - московские наместники.
Родоначальник Фёдор Борисович Хвостов, прозванный «Отяй» (VIII-колено), который являлся правнуком московского тысяцкого боярина Алексея Петровича Хвоста и праправнуком наместника  Муромского Петра Васильевича Бассавола. Один из его сыновей Федора Борисовича -  Иван Фёдорович, по прозванию Ёрш, был постельничим († 1500) Иоанна III, он владел усадьбой Белкино с храмом в честь св. Бориса и Глеба. Фёдор Иванович Зубатый—Отяев наместник в Красном (1513 и 1567), а его внук Василий Петрович — воеводой в Коле (1639), Кетске (1640 — 1643), в Тотьме (1653). Степан Тимофеевич Отяев воевода Большого полка на литовской границе (1543). Афанасий Семёнович - воевода в Царево-Алексееве городе (1649).

## Описание герба
В щите, разделённом горизонтально на две части, посредине находится малый голубой щиток, в котором изображена золотая держава. В верхней части, разрезанной с углов двумя диагональными чертами, соединёнными посредине щита, в голубом поле видна птица с распростёртыми крыльями, имеющая в лапе золотой шар. По сторонам щитка в правом серебряном поле изображён красный крест, а в левом золотом поле — роза. В нижней части означены: по правой стороне в красном поле рука в серебряных латах с мечом вверх подъятым (польский герб Малая Погоня), а на левой стороне в голубом поле три серебряные звезды и под ними серебряная луна, рогами вверх обращённая (изм. польский герб Ксежиц).
Щит увенчан дворянским шлемом и короной с тремя страусовыми перьями. Намёт на щите голубой, подложен золотом. Щитодержатели: два грифа. Герб рода Отяевых внесён в Часть 2 Общего гербовника дворянских родов Всероссийской империи, стр. 36.

## Известные представители
- Отяев Василий Петрович — московский дворянин (1629—1658), воевода в Кетском остроге (1638—1639).
- Отяев Афанасий Семёнович — московский дворянин (1629—1658), воевода в Царёво-Алексееве (1649).
- Отяев Василий — воевода в Тотьме (1653).
- Отяев Андрей Васильевич — стряпчий (1658).
- Отяев Василий Васильевич — стряпчий (1676).
- Отяев Феоктист Васильевич — стряпчий (1676), стольник (1686).
- Отяев Иван Васильевич — стольник царицы Прасковьи Фёдоровны (1692)[6][7].